# Ordres de magnitud de massa
Per ajudar a comparar diferents ordres de magnitud, les llistes següents descriuen diversos nivells de massa. Normalment, un objecte que té una massa més gran també tindrà un pes més gran (vegeu massa versus pes), sobretot si els objectes estan subjectes a la mateixa intensitat de camp gravitatori.

## Unitats de massa
La taula de la dreta es basa en el quilogram (kg), la unitat base de massa del Sistema Internacional d'Unitats (SI). El quilogram és l'única unitat estàndard que inclou un prefix SI (quilo-) com a part del seu nom. El gram (10⁻³ kg) és una unitat de massa derivada del SI. Tanmateix, els noms de totes les unitats de massa del SI es basen en el gram, en lloc del quilogram; per tant, 10³ kg és un megagram (10⁶ g), no un *quiloquilogram.
| Submúltiples                                  | Submúltiples | Submúltiples    | Múltiples | Múltiples | Múltiples            |
| Valor                                         | Símbol SI    | Nom             | Valor     | Símbol SI | Nom                  |
| --------------------------------------------- | ------------ | --------------- | --------- | --------- | -------------------- |
| 10−1 g                                        | dg           | decigram        | 101 g     | dag       | decagram             |
| 10−2 g                                        | cg           | centigram       | 102 g     | hg        | hectogram            |
| 10−3 g                                        | mg           | mil·ligram      | 103 g     | kg        | kilogram / quilogram |
| 10−6 g                                        | μg           | microgram (mcg) | 106 g     | Mg        | megagram (tona)      |
| 10−9 g                                        | ng           | nanogram        | 109 g     | Gg        | gigagram             |
| 10−12 g                                       | pg           | picogram        | 1012 g    | Tg        | teragram             |
| 10−15 g                                       | fg           | femtogram       | 1015 g    | Pg        | petagram             |
| 10−18 g                                       | ag           | attogram        | 1018 g    | Eg        | exagram              |
| 10−21 g                                       | zg           | zeptogram       | 1021 g    | Zg        | zettagram            |
| 10−24 g                                       | yg           | yoctogram       | 1024 g    | Yg        | yottagram            |
| 10−27 g                                       | rg           | rontogram       | 1027 g    | Rg        | ronnagram            |
| 10−30 g                                       | qg           | quectogram      | 1030 g    | Qg        | quettagram           |
| Les unitats més comunes apareixen en negreta. |              |                 |           |           |                      |

## Llista d'ordres de magnitud i exemples
Aquesta és una llista d'ordres de magnitud de massa.
- 10−31 kg
  - massa en repòs de l'electró: 510,99906(15) 1 keV/c² = 9,1093897(54) × 10−31 kg
- 10−30 kg
- 10−29 kg
- 10−28 kg.
  - massa en repòs del muó: 105,658389(34) MeV/c² = 1,8835327(11) × 10−28 kg
- 10−27 kg. = 1 yoctogram (yg)
  - 1 Unitat de massa atòmica (u) o Dalton (Da) ≈ massa de l'àtom d'hidrogen ≈ 1,6605402 yg
  - massa del protó: 938 MeV/c² = 1,6726231 × 10−27 kg. -un neutró té una massa similar
- 10−26 kg
  - massa d'una molècula d'aigua ≈ 30 yg
  - 6,941 amu – massa atòmica del liti
  - 47.867 amu—massa atòmica del titani
- 10−25 kg
  - 107,8682 amu—massa atòmica de la plata
  - [259] amu—massa atòmica del nobeli
- 10−24 kg. = 1 zeptogram (zg)
  - 1 kilodalton (kDa) = 1,6605402 zg
- 10−23 kg
- 10−22 kg
- 10−21 kg. = 1 attogram (ag)
- 10−20 kg
  - massa d'un petit virus = 10 ag
- 10−19 kg
- 10−18 kg. = 1 femtogram (fg)
- 10−17 kg
  - massa equivalència d'un joule: 1,1 × 10−17 kg
  - augment de la massa per escalfament d'1 g d'aigua 1 °C: 4.6 × 10−17 kg
- 10−16 kg
  - E. coli bacteri: 6,65×10−16 kg. (665 fg)
- 10−15 kg. = 1 picogram (pg)
- 10 pg
- 100 pg
- 10−12 kg. = 1 nanogram (ng)
- 10 ng
  - Dosi letal de toxina botulínica entorn d'1 ng/kg, la substància més mortífera coneguda, tant que uns 80 ng matarien a la majoria.
- 100 ng
- 10−9 kg. = 1 microgram (μg)
  - Incertesa en la massa del prototip quilogram: 2 μg
- 10 μg
  - La massa de Planck: 2.2 × 10−8 kg
  - Augment de massa per escalfament 1 tona d'aigua a 100 °C: 4,6 × 10−8 kg
- 100 μg
  - pes per dosi d'una ratlla de LSD: 100μg
  - pes d'una dosi letal de ricí: 200 μg
- 10−6 kg. = 1 mil·ligram (mg)
  - massa d'un gra d'arena ≈ 0,3–13 mg
  - massa típica d'un moscard: 1–2 mg
- 10 mg = 1 decigram (dg)
  - Dosi de Dextromethorfà. L'etiquetatge a la majoria de productes és 10–30 mg.
  - El contingut de cafeïna a la majoria de begudes sense cafeïna és pel baix la meitat d'aquest rang.
- 100 mg = 1 centigram (cg)
  - Cafeïna en una tassa de cafè.
  - 1 quirat mètric: 0,2 g
  - Píndola màxima legal de cafeïna als Estats Units és de 200 mg, la de 100 també és comuna
  - Dosi al·lucinògena mitjana de mescalina: 0,3 g
    - dosi típica (usat com a estupefaent) de DXM 0,5 g, esdevé significativament psicoactiu voltant els 150 mg
- 10−3 kg. = 1 gram (g)
  - 1 mil·lilitre d'aigua a 4°C: 1 g
  - Una moneda de 10 cèntims de dòlar dels Estats Units: ~1,5 g, 25 cèntims: ~7 g, les altres monedes comunes son entremig
  - màxima dosi usat com a estupefaent DXM per un adult mitjà ~2 g – la toxicitat comença abans d'arribar als 30 mg/kg.
- 10 g = 1 decagram (dag)
  - dosi letal aproximada de cafeïna per un adult: 10 g
  - pes aproximat d'un ratolí: 17 g
  - quantitat d'etanol en un got de beguda: 24 g
  - 1 unça (avoirdupois) ≈ 28,35 g
- 100 g = 1 hectogram (hg)
  - pes mitjà del ronyó d'un adult humà : 150 g
  - 1 lliura (avoirdupois) ≈ 454 g
- 1 kg
  - 1 litre d'aigua a 4°C: 1 kg
  - un nadó acabat de néixer: 2–6 kg, 3 típic
  - pes d'atletisme per dones: 4.0 kg.
  - un gat domèstic típic: 5–7 kg
  - un coatí: 5–9 kg.
  - pes d'atletisme per homes: 7,3 kg
- 10 kg
  - un televisor: 10–30 kg
  - un gos de raça mitjana està dins un rang de 15–20 kg
  - massa d'un humà per terme mitjà: 70 kg
- 100 kg
  - quintar: 100 kg. (principalment als Estats Units – Altres països tenen diferents definicions)
  - massa aproximada d'un lleó: 250 kg
  - massa aproximada d'una vaca lletera: 700 kg
  - 1 tona curta (Estats Units): 910 kg
- 103 kg. = 1 mètrica tona (t)
  - 1 metre cúbic d'aigua líquida
  - 1 tona llarga (Britànica) = 1,016.047 kg
  - un automòbil de turisme típic: 0,8-1,6 t
  - un elefant adult: 3-7 t
- 10 t
  - Telescopi espacial Hubble = 11 t
  - l'elefant més gros (record) = 12 t
  - campana del Big Ben = 14 t
  - Concorde (buit) = 78,7 t
  - Els dinosaures més grossos.
- 100 t
  - massa de l'animal més gros, Balaenoptera musculus: 100 t per terme mitjà
  - Concorde màxima massa en enlairar-se: 185 t
- 10⁶ kg
  - massa de cada porta de la Thames Barrier = 1,5 × 10⁶ kg
  - massa en el moment de l'aixecament del Space Shuttle = 2,041 × 10⁶ kg
- 107 kg
  - producció anual estimada de te darjeeling = 1,1 × 107 kg
  - massa del Titànic = 2,6 × 107 kg
- 108 kg
  - massa del vaixell més gros, el Knock Nevis, completament carregat: 6,5 × 108 kg
- 10⁹ kg
  - massa de la Gran Piràmide de Giza: about 6 × 10⁹ kg
- 10¹⁰ kg
  - massa de formigó a la Presa de les Tres Gorgues, l'estructura més grossa del món de formigó = 6 × 10¹⁰ kg
- 1011 kg
  - Massa d'aigua en reserva a Londres = 2 × 1011 kg
  - Massa Total dels humans del món = 4-5 × 1011 kg
  - Massa estimada total del krill de l'Antàrtida, Euphausia superba, es creu que és la més copiosa criatura del planeta, = 1-8 × 1011 kg
- 1012 kg
  - Producció de petroli el 2001 = 3,91 × 1012 kg
- 1013 kg
- 10¹⁴ kg
  - Massa estimada de roca en explosió a l'erupció del volcà Mont Tambora el 1815 = 2-3 × 10¹⁴ kg
- 1015 kg
- 10¹⁶ kg
- 1017 kg
  - Massa d'un asteroide típic = 1.23 × 1017 kg
- 1018 kg
  - Massa de l'atmosfera de la Terra = 5 × 1018 kg
- 1019 kg
- 1020 kg
  - Massa d'1 Ceres = 8,7 × 1020 kg
- 1021 kg
  - Massa total dels oceans de la Terra = 1,35×1021 kg
  - Massa de Caront = 1,6×1021 kg
  - Massa total del cinturó d'asteroides = 2,3×1021 kg
- 1022 kg
  - Massa de Plutó = 1,2 × 1022 kg
  - Massa de la Lluna = 7,349 × 1022 kg
- 1023 kg
  - Massa de Tità = 1,2×1023 kg
  - Massa de Tritó = 1,5×1023 kg
  - Massa de Ganimedes = 1,5×1023 kg
  - Massa de Mercuri = 3,2×1023 kg
  - Massa de Mart = 6,4×1023 kg
- 1024 kg
  - Massa de Venus = 4,9 × 1024 kg
  - Massa de la Terra = 6,0 x 1024 kg
- 1025 kg
  - Massa d'Urà = 8,7 × 1025 kg
- 1026 kg
  - Massa de Neptú = 1,0 × 1026 kg
  - Massa de Saturn = 5,7 × 1026 kg
- 1027 kg
  - Massa de Júpiter = 1,9 × 1027 kg
- 1028 kg
- 1029 kg
- 10³⁰ kg
  - Massa del Sol = 2 × 10³⁰ kg
  - límit de Chandrasekhar aproximadament 3 × 10³⁰ kg
- 1031 kg
  - Massa de Betelgeuse = 4 × 1031 kg
- 10³² kg
- 1033 kg
- 1034 kg
- 1035 kg
- 1036 kg
- 1037 kg
- 1038 kg
  - Massa típica d'un cúmul globular
- 1039 kg
- 1040 kg
- 1041 kg
  - Massa visible de la Via Làctia = 3,6 × 1041 kg
- 1042 kg
  - Massa total de la Via Làctia = 2 × 1042 kg
- 1052 kg
  - Massa d'un Univers de densitat crítica = 2×1052 kg
  - Massa de l'Univers observable = 3 × 1052 kg